# Сотен, Кристоф
Кристоф Сотен (фр. Christophe Sotin; 23 декабря 1958, Нант) — французский геофизик, педагог. Главный научный сотрудник Лаборатории реактивного движения при Калифорнийском технологическом институте, руководитель Лаборатории планетарной геологии и геодинамики при Нантском университете (2004—2007).

## Биография
Родился в Нанте 23 декабря 1958 года.
Высшее образование получал в Нанси, где изучал геофизику в Университете Нанси и инженерную геологию в Высшей национальной школе геологии. В 1983 году получил степень доктора философии по геофизике в Парижском институте физики Земли, в 1986 году — степень доктора наук (фр. Docteur d'Etat ès Sciences) в Университете Париж VII.
С 1981 по 1982 год работал в Вулканологической и сейсмологической обсерватории Гваделупы, затем в 1983 году — консультантом в нефтяной компании Total. С 1983 по 1985 год — научным сотрудником Парижского института физики Земли.
С 1986 по 1988 год работал научным сотрудником Брауновского университета, затем поступил преподавать в Университет Париж-юг XI, где проработал до 1993 года. После этого устроился преподавателем в Нантский университет (в отпуске с 2007 года).
С 1996 по 2001 год был профессором Университетского института Франции.
С 2001 года — член Бюро долгот.
В 2003 году стал членом Международной академии астронавтики.
С 2004 по 2007 год возглавлял Лабораторию планетарной геологии и геодинамики при Нантском университете. Под его руководством лаборатория стала одной из ведущих в своей области во Франции.
В 2007 году пришёл в Лабораторию реактивного движения при Калифорнийском технологическом институте, где сначала стал старшим научным сотрудником, а с 2012 года — главным научным сотрудником по исследованию Солнечной системы и редактором журнала «Письма о науках о Земле и планетологии».
В 2009 году в соавторстве с Оливье Грассе (фр. Olivier Grasset) и Габриэлем Тоби (фр. Gabriel Tobie) издал книгу «Планетология. Геология планет и спутников» (фр. Planétologie. Géologie des planètes et des satellites).
В 2012 году в честь Кристофа Сотена назвали открытый 12 августа 2001 года астероид 54963.
Сотен принимал участие в таких миссиях, как «Кассини-Гюйгенс», «Марс-экспресс», «Венера-экспресс» и «BepiColombo». Является автором более 90 публикаций в рецензируемых научных журналах. Разработал модели тепловой эволюции для ряда планет и спутников.
Среди приоритетных научных интересов Кристофа Сотена внутреннее строение и динамика планет и ледяных спутников, экзопланеты и геология Титана.

## Награды
- Награды НАСА за достижения в группе[англ.] (2004, 2009, 2009 годы)[9]
- Кавалер ордена Академических пальм (2007 год)[8]
- Медаль Ранкорна—Флоренского (2008 год)[10]
- Офицер Ордена Академических пальм (2013 год)[9]